# Exbucklandia
Exbucklandia là một chi thực vật có hoa trong họ Hamamelidaceae.